# Palau de Behistun
El Palau de Behistun, Bisitum, Bisitun o Bisutum (Bisutun; en persa: بیستون) fou un palau sassànida, hui en ruïnes, situat a Behistun, a 20 quilòmetres de Kermansah, a Iran.
És enfront de l'antiga Inscripció de Behistun, que va tenir un paper importantíssim en el desxiframent de l'escriptura cuneïforme; i uns relleus en roca, a l'altre costat de l'antiga carretera, que corre entre la muntanya de Behistun i el llac Behistun. El palau ha estat considerat durant molt de temps, en la tradició persa, la residència de la reina Shirin, esposa de Còsroes II, el xa sassànida de Pèrsia que regnà del 590 al 628, poc abans de la conquesta musulmana de Pèrsia. Aquesta connexió es documentà per primera vegada, en registres que ens han arribat dels primers geògrafs islàmics, i es va elaborar en històries i mites posteriors, ja que la Shirin novel·lada fou una important heroïna de la literatura persa posterior, com ara del Shahnameh (Llibre dels reis).
El palau forma part del Patrimoni de la Humanitat de la UNESCO amb la denominació de Behistun.